# Ambasada Iranu przy Stolicy Apostolskiej
Ambasada Iranu przy Stolicy Apostolskiej – misja dyplomatyczna Islamskiej Republiki Iranu przy Stolicy Apostolskiej. Ambasada mieści się w Rzymie.
Jest to druga ambasada przy Stolicy Apostolskiej pod względem zatrudnionego w niej personelu dyplomatycznego. Więcej dyplomatów liczy tylko Ambasada Dominikany przy Stolicy Apostolskiej.

## Historia
Kontakty papiesko-perskie sięgają co najmniej roku 1561, kiedy to papież Pius IV wysłał list szachowi Persji Tahmaspowi I. W czasach współczesnych Iran nawiązał stosunki dyplomatyczne ze Stolicą Apostolską w 1954. Wkrótce po nawiązaniu stosunków dyplomatycznych Iran otworzył ambasadę przy Stolicy Apostolskiej.